# Scott Patterson (acteur)
Scott Patterson (Philadelphia, Pennsylvania, 11 september 1958) is een Amerikaans acteur.
Patterson was eerst muzikant, verder een major league honkbalspeler en heeft als Luke in Gilmore Girls gespeeld.
Patterson werd geboren in Philadelphia, Pennsylvania en groeide op in Baltimore, Maryland en New Jersey. Hij uitte zijn artistieke energie met muziek tijdens het opgroeien. Hij herinnert zich dat hij in een band zat sinds de eerste klas en gitaar speelde en dat hij leadzanger was tijdens de hele middelbareschooltijd.
Hij is afgestudeerd aan de Rutgers University met een diploma in Journalistiek terwijl hij aan het spelen was met zijn tweede passie in zijn leven: honkbal. Als professioneel werper tekende Patterson bij de Atlanta Braves, en hij speelde bij de New York Yankees, de Texas Rangers en de L.A. Dodgers. Patterson trok zich terug en bracht een jaar door in Europa.
Een toevallige ontmoeting met een medereiziger en acteerleraar inspireerde Patterson om het acteren eens te proberen. Hij verhuisde naar New York en begon een serieuze studie voor het acteren samen met acteerleraren zoals Bobby Lewis, Sondra Lee en de Actors Studio, waar hij optrad in enkele producties.
Sindsdien kwam Patterson op tv in Little Big League met Timothy Busfield en Jason Robards, en in Three Wishes met Patrick Swayze en Mary Elizabeth Mastrantonio. Hij speelt ook in de films Highway 395 en Rhapsody in Bloom.
In Seinfeld denkt Pattersons personage dat hij kans maakt bij Elaine (Julia Louis-Dreyfus). Hij maakt indruk op Grace (Debra Messing) in de Das Boob-aflevering van Will & Grace. Hij had ook een gastrol in Arli$$, Get Real en Vengeance Unlimited, en hij speelde in de televisiefilms Alien Nation: Dark Horizon en Return of Ironside.

## Filmografie
- Intent to Kill (1992) – Al
- The Return of Ironside (1993) –
- Alien Nation: Dark Horizon (1994) – Ahpossno
- Little Big League (1994) – Mike McGrevey
- A Boy Called Hate (1995) – CHP Officer
- Them (1995) – Simon Trent
- Three Wishes (1995) – Scotts vader
- Rhapsody in Bloom (1998) – Phil
- Highway 395 (2000) – Mark Bradley
- Her Best Move (2007) – Gil
- Saw IV (2007) – Agent Peter Strahm
- Saw V (2008) – Agent Peter Strahm
- Saw VI (2009) – Agent Peter Strahm
- The Frankenstein Brothers (2010) – George
- Liberty (2010) – Wesley Jensen
- The Rogue (2010) – Agent Wyatt

## Televisie
- Will & Grace (1999) – John Gregorio (1 aflevering)
- Gilmore Girls (2000-2007) – Luke Danes
- Aliens in America (2007-2008) – Gary Tolchuk
- 90210 (2010) – Finnigan 'Finn' Court (3 afleveringen)
- The Event (2010) – Michael Buchanan